# Malandrino (singolo)
Malandrino è un singolo dei rapper italiani Emis Killa e Jake La Furia, pubblicato il 24 luglio 2020 come primo estratto dall'album in studio 17.

## Video musicale
Il videoclip è stato pubblicato il 31 luglio 2020.

## Tracce
1. Malandrino – 3:01

## Classifiche
| Classifica (2020) | Posizione massima |
| ----------------- | ----------------- |
| Italia            | 39                |